# Bovichtidae
Bovichtidae är en familj av fiskar. Bovichtidae ingår i ordningen abborrartade fiskar (Perciformes). Enligt Catalogue of Life omfattar familjen Bovichtidae 11 arter.
De flesta arter förekommer i havet kring Australien, Nya Zeeland och södra Sydamerika. Några familjemedlemmar lever i bräckt vatten och sötvatten i Australien och Tasmanien. Det vetenskapliga namnet är bildat av de grekiska orden bous (ko) och ichthys (fisk).
Släkten enligt Catalogue of Life och Fishbase:
- Bovichtus, 8 arter.
- Cottoperca, 2 arter.
- Halaphritis, en art.